# 美国国家历史博物馆
美国国家历史博物馆（英語：National Museum of American History）是美国华盛顿哥伦比亚特区国家广场上的一座博物馆，该馆收藏有美国与社会、政治、文化、科学和军事史有关的展品。比较著名的展品有美国国歌《星条旗》作者所看到的美国国旗原件和阿尔奇·邦克的椅子。这个博物馆属于史密森尼学会管理，位于华盛顿哥伦比亚特区国家广场宪法大道西北和14街的交汇处。
該博物館於1964年作為歷史和技術博物館開放。是麦金米德与怀特建筑师事务所最後設計的建築之一。1980年，該博物館更名為美國國家歷史博物館。